# Johann IV. von Arkel
Johann IV. von Arkel (nl. Jan van Arkel) († 1. Juli 1378) war zweimal Fürstbischof, von 1342 bis 1364 der 47. Bischof von Utrecht und von 1364 bis 1378 Bischof von Lüttich.

## Leben
Er entstammte einem der bedeutendsten Adelsgeschlechter aus Holland. Er trat in den geistlichen Stand ein und wurde Domherr in Utrecht. Zeitweise lebte er am päpstlichen Hof. Für seinen Vorgänger Johann III. von Diest amtierte er als Statthalter im Niederstift des Hochstifts Utrecht. Im Jahr 1342 ernannte ihn Clemens VI. zum Bischof von Utrecht. Bereits 1340 war er Kandidat von Wilhelm IV. von Holland für das Bischofsamt gewesen. Damals konnte dieser sich nicht gegen Papst Benedikt XII. durchsetzen. Noch 1342 erhielt von Arkel die Bischofsweihe und zog zu Beginn des Jahres 1343 in Utrecht ein.
In kirchlicher Hinsicht hat er regelmäßige Diözesansynoden abgehalten und eine Zentralisation der geistlichen Macht durchgeführt. Er richtete das Hauptmerk seiner weltlichen Politik im Hochstift darauf, diesem wieder seine frühere Unabhängigkeit zu verschaffen. Dafür nahm er auch Konflikte mit Wilhelm von Holland in Kauf. Um die Schulden des Stifts zu vermindern, hat er seinen gesamten Hofstaat entlassen.
Johann von Arkel ging nach Grenoble und überließ die Regentschaft im Hochstift seinem Bruder Robert. Als er zurückkehrte, fand er das Land im Krieg mit Holland vor. Die Stadt Utrecht wurde belagert und er musste 1345 einen demütigenden Vertrag akzeptieren, um wieder seine Hauptstadt wieder zu erlangen. Zu dem Vertrag gehörte auch eine dreijährige Waffenruhe. Daraufhin wurden die Adeligen, die auf Seiten der Holländer gestanden hatten, bestraft und vertrieben. Es gelang in der Folge einen Großteil der von den Vorgängern verpfändeten Besitzungen wieder auszulösen. Einige Herrschaften wurden erworben und Befestigungen angelegt.
Der Bischof kehrte nach Frankreich zurück. Nach dem Ende des Vertrags mit Holland griff er dieses Land 1348 an. Nach anfänglichen Erfolgen erlitt er aber eine schwere Niederlage. Diese Schwäche nutzte der Adelige Giesbert von Bronkhorst, um das Oberstift Utrecht zu überfallen. Um dem zu begegnen, schloss Johann von Arkel einen zeitweiligen Waffenstillstand mit Holland. Bronkhorst verbündete sich mit dem Herzogtum Geldern. Schließlich stand der Bischof Holland und Geldern gleichzeitig gegenüber. Johann von Arken wurde in diesem Krieg von der weitgehend unabhängigen Stadt Utrecht unterstützt. Der Krieg wurde von beiden Seiten mit wechselndem Erfolg geführt. Er endete 1349 mit einem Waffenstillstand.
Die Kriegskosten zwangen den Bischof erneut zur Verpfändung von Besitzungen. Die folgenden Jahre hat Johann von Arkel vor allem der inneren Entwicklung seines Landes gewidmet. Gegen aufsässige Vasallen ging er dabei auch mit Gewalt vor. Johann von Arkel begab sich auf eine Pilgerfahrt nach Rom und kehrte 1351 zurück, um innere Unruhen niederzuschlagen. Verschiedene Burgen wurden zerstört. Pfandschaften wurden eingelöst. Dem Bischof gelang es, fast das ganze Gebiet des Hochstifts wieder unter seine direkte Kontrolle zu bringen und die Schulden abzubauen. Aber auch weiterhin gab es Unruhen und der Bischof musste mit Gewalt gegen Vasallen vorgehen. Im Jahr 1356 hat von Arkel Frieden mit Holland geschlossen. Aber auch weiterhin sah er sich zu Kriegszügen gezwungen.
Im Jahr 1364 musste er auf Veranlassung von Urban V. sein Amt in Utrecht mit dem Bischofsstuhl in Lüttich tauschen.
Begraben ist von Arkel im Dom von Utrecht.